# 北陸地方
北陸地方（ほくりくちほう）は、本州中央部の日本海に面した地域を指す名称である。畿内から見て北方にある五畿七道の北陸道に由来し、中世以前では、この地域を北国（ほっこく）と称していた。
現代においては北陸道と同じ範囲である新潟県、富山県、石川県、福井県の4県、あるいは新潟県を除く3県のことを指すことが多い。範囲を明確に指す場合、前者は「北陸4県」または「新潟県を含む北陸地方」、後者は「北陸3県」などと表現されることがある。北陸3県の繋がりについては「北陸3県について」の節を参照。
本項では以下、特記の無い限り、北陸地方の範囲を北陸道（北陸4県）の範囲として扱う。

## 範囲
北陸地方の範囲は、新潟県から福井県まで東西におよそ400kmあり、細く長い。歴史的に古代の「越国」と呼ばれた地方を多く含み、若狭国から越後国までの範囲におよぶ。明治時代頃までは「ほくろく」と読まれていた。この北陸地方の道路を指して「越路」「北陸道」と呼ぶ事もある。
中央省庁各省の出先機関（地方支部局）の管轄範囲は北陸地方を一律に管轄区域としているものばかりではない。財務省の関東財務局など新潟県は関東の一部あるいは関東甲信越、信越などとする例が多く見られる。一方で、国土交通省の近畿地方整備局など福井県は近畿とする例もある。
スポーツ大会や国政選挙では人口が比較的少ないため長野県を含めた北信越地方として組み合わせることが多い。

## 自然地理

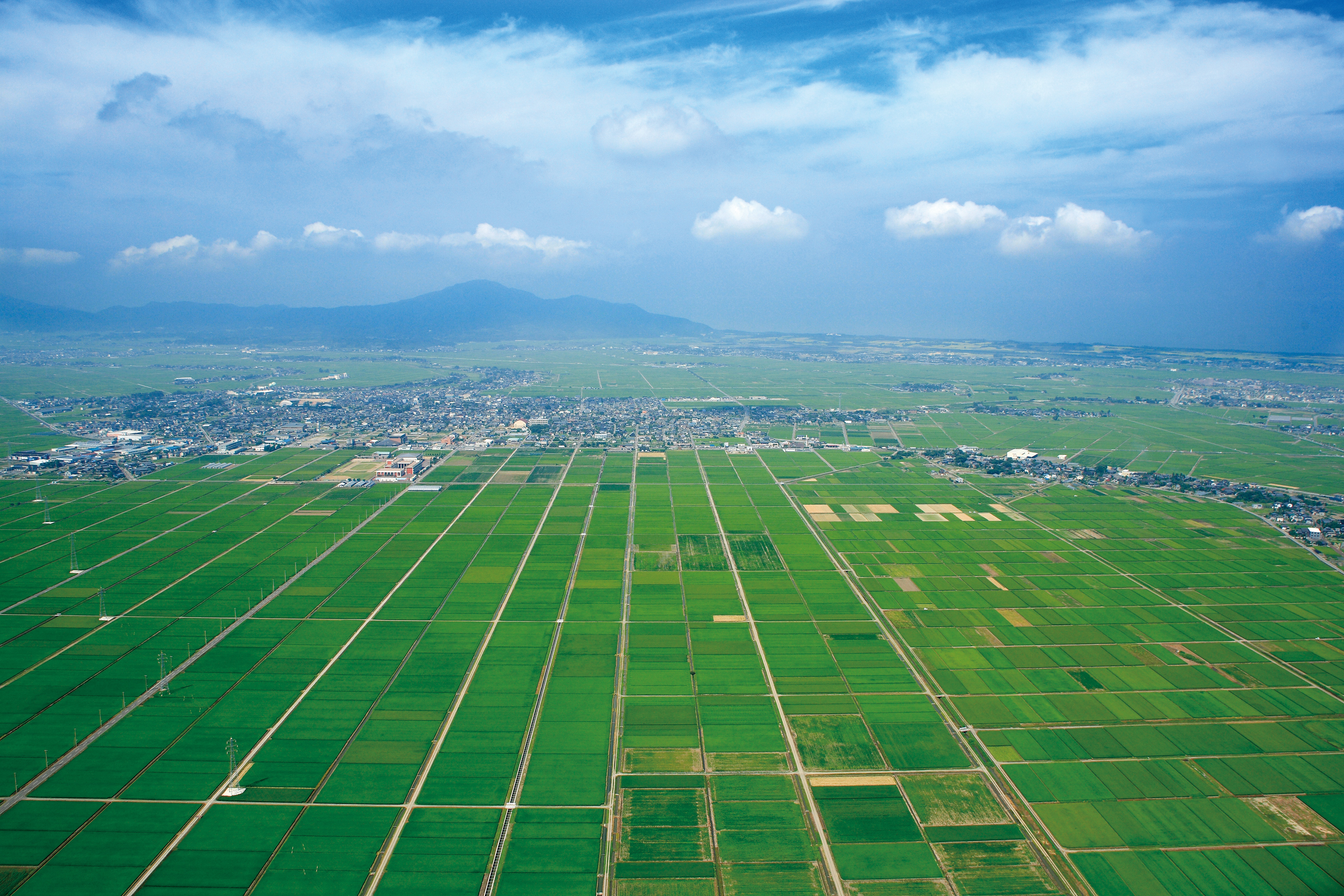
越後平野

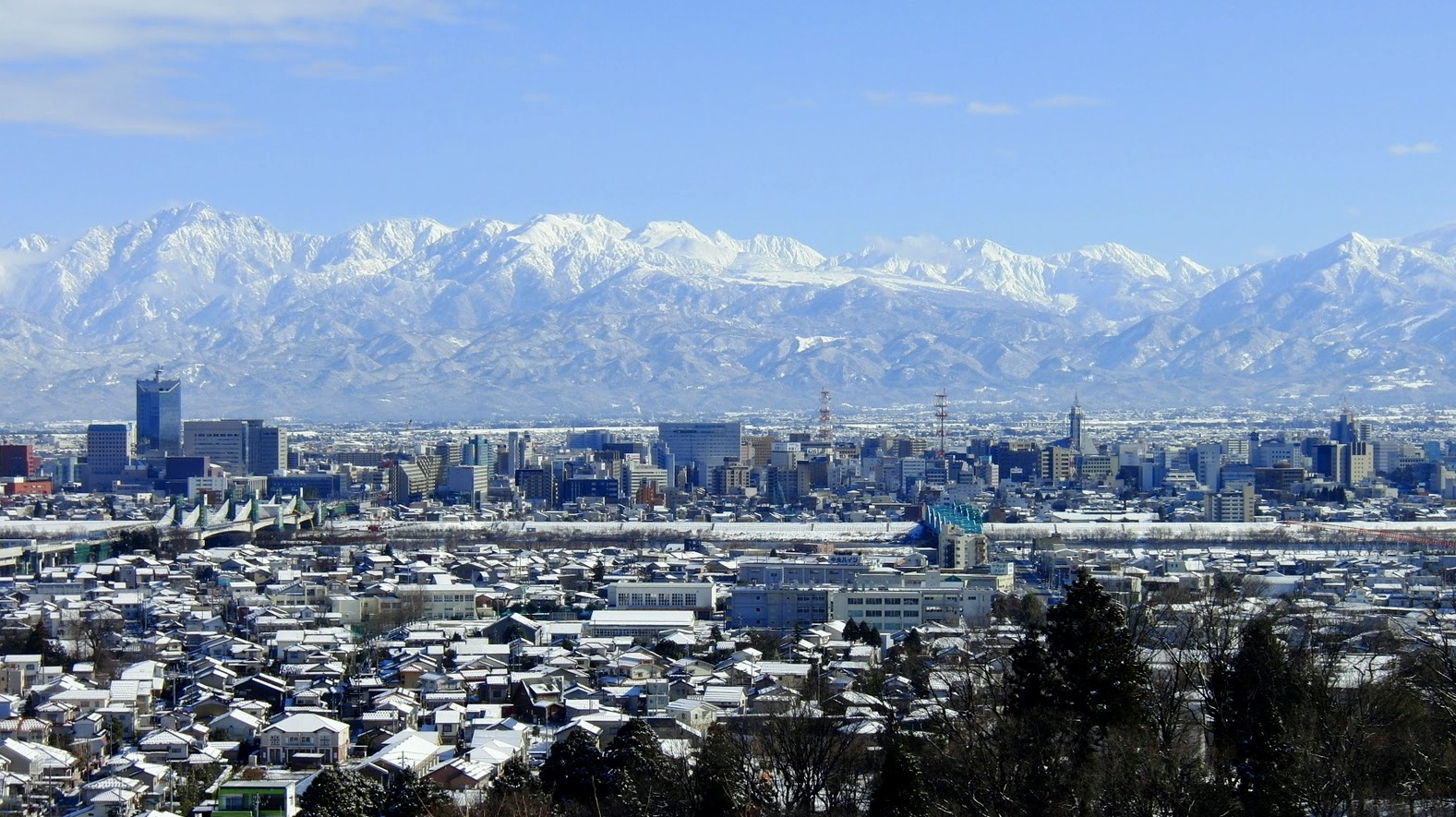
立山連峰（飛騨山脈）

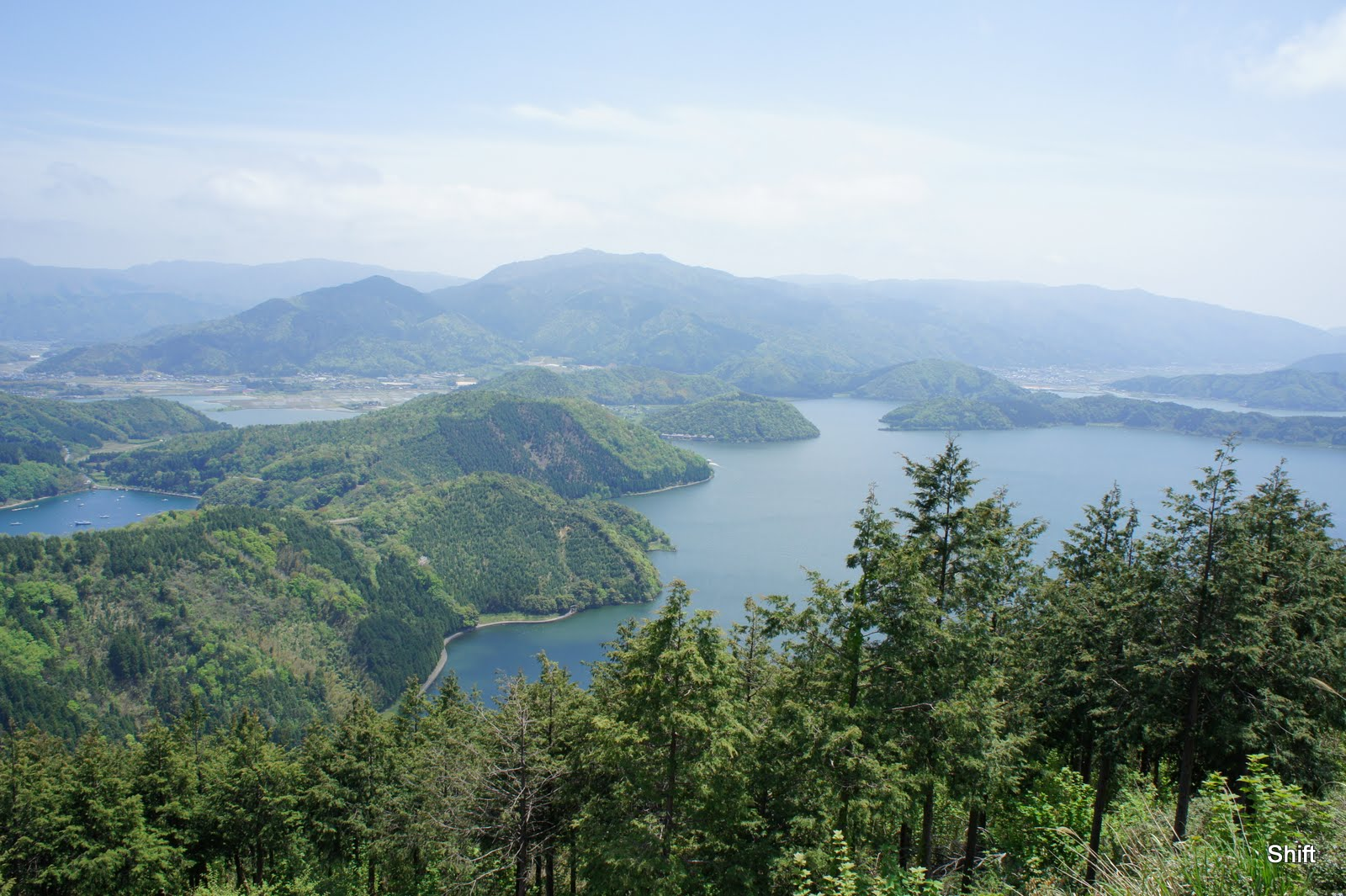
三方五湖

雪国として有名な地方である。シベリア寒気団が山脈にぶつかることで冬の大雪と春からの雪解け水をもたらす日本海側気候を呈している。特に新潟県南魚沼市や上越市の周辺は、日本で五指に入る豪雪地帯となっており、スキー場が多く立地している。越後湯沢や妙高高原など、大規模なスキー場も集中する。沿岸部と内陸部では積雪量に大きな差がある。代表的な山麓として、日本三名山に数えられる、立山連峰（富山県）と白山（石川県・岐阜県）が挙げられる。
- 山脈：越後山脈、三国山脈、飛騨山脈（親不知）、飛騨高地、両白山地
- 山：弥彦山、苗場山、妙高山、立山、剱岳、薬師岳、黒部五郎岳、初雪山、白馬岳、五竜岳、鹿島槍ヶ岳、呉羽山、白木峰、金剛堂山、医王山、白山、能郷白山
- 川：阿賀野川、信濃川、姫川、黒部川、片貝川、早月川、常願寺川、神通川、庄川、小矢部川、手取川、犀川、九頭竜川、北川
- 平野：越後平野、高田平野、富山平野、射水平野、砺波平野、邑知潟平野、金沢平野、福井平野
- 盆地：十日町盆地、六日町盆地、大野盆地
- 湾：富山湾、七尾湾、九十九湾、若狭湾（敦賀湾、世久見湾、矢代湾、小浜湾、高浜湾、内浦湾）
- 湖沼：加茂湖、佐潟、ミクリガ池、新湯、釜池、縄ヶ池、木場潟、柴山潟、北潟湖、三方五湖、刈込池

### 自然災害
北陸地方が被害を受けた自然災害の主なもの。（）内は主な被災県。
地震
- 1586年1月18日 天正地震（M8.1 死者多数）（全域）
- 1640年11月23日 大聖寺地震（M6 死者多数）（福井・石川）
- 1662年6月16日 寛文近江・若狭地震（M7.6 死者800人）（福井）
- 1666年2月1日 越後高田地震（M6.4 死者1,500人）（新潟）
- 1714年4月28日 信濃小谷地震（M6.4 死者100人）（富山・新潟）
- 1751年5月21日 越後・越中地震（M7.0 - 7.4 死者1,541人）（新潟）
- 1828年12月18日 越後三条地震（M6.9 死者1,681人）（新潟）
- 1858年2月26日 飛越地震（M7.1 死者209人）（福井・石川・富山）
- 1891年10月28日 濃尾地震（M8.0 死者約7,300人）（福井）
- 1948年6月28日 福井地震（M7.1 死者3,769人）（福井）
- 1952年3月7日 大聖寺沖地震（M6.5 死者7人）（福井・石川）
- 1961年8月19日 北美濃地震（M7 死者8人）（福井・石川）
- 1963年3月27日 越前岬沖地震（M6.9 死者なし）（福井）
- 1964年6月16日 新潟地震（M7.5 死者26人）（新潟）
- 1993年2月7日 能登半島沖地震（M6.6 死者なし）（石川）
- 2004年10月23日 新潟県中越地震（M6.8 死者67人）（新潟）
- 2007年3月25日 平成19年能登半島地震（M6.9 死者1人）（石川・富山）
- 2007年7月16日 新潟県中越沖地震（M6.8 死者15人）（新潟）
- 2024年1月1日 令和6年能登半島地震（M7.6 死者221人[† 3]）（全域）

気象災害
- 1961年9月15日 - 17日 第2室戸台風（北陸全域）
- 1962年12月 - 翌2月 昭和38年1月豪雪（北陸全域）
- 1964年7月17日 - 20日 昭和39年7月山陰北陸豪雨（石川・富山）
- 1965年9月13日 - 15日 奥越豪雨（福井）
- 1967年8月26日 - 29日 羽越豪雨（新潟）
- 1980年12月 - 翌3月 五六豪雪（北陸全域）
- 1983年12月 - 翌3月 昭和59年豪雪（北陸全域）
- 2004年7月12日 - 13日 平成16年7月新潟・福島豪雨（新潟）
- 2004年7月17日 - 18日 平成16年7月福井豪雨（福井）
- 2005年12月 - 翌2月 平成18年豪雪（福井・新潟）
- 2005年12月22日 - 23日 新潟大停電（新潟）
- 2006年7月15日 - 24日 平成18年7月豪雨（福井・石川）
- 2011年7月26日-30日 平成23年7月新潟・福島豪雨（新潟）

## 歴史
北陸地方は、「日本海沿岸の地方勢力」として、他の地方からは半ば独立した歴史を歩んで来た。

### 古代
古代の北陸地方は越国（こしのくに）や陸道（くぬがのみち）と呼ばれており地方勢力の一つであった。「越国」とあるが中央勢力の影響圏外であり資料が少なく、統一された国家であったかは不明である。伝説の大蛇「八岐大蛇」が越国から現れたと伝えられ、出雲王権の特徴である四隅突出型墳丘墓が富山県や福井県などに見られることや、出雲崎（新潟県中部）などの地名の名残から、出雲文化の影響が強く見られる。
ヤマト王権の大彦命が越国を鎮めると、次第に中央集権の枠組みに取り込まれていく。古代には北から高志深江国造、久比岐国造、佐渡国造（新潟県）、伊彌頭国造（富山県）、能頭国造、羽咋国造、加宜国造、加我国造、高志国造、江沼国造（石川県）、三国国造、角鹿国造、若狭国造（福井県）が設置された。ヤマト王権が中央集権型統一国家を成立させると、中央である畿内を防衛するため周辺に関所が設置された。当時の東方を守る三関は、「東海道の鈴鹿関（鈴鹿峠）」「東山道の不破関（関ヶ原）」「北陸道の愛発関（愛発山）」を指していたので、律令時代には、若狭国（嶺南）から東の日本海沿岸が越国と見なされていた。
越国は、ヤマト王権の勢力に組み込まれると詳細に3つの領域に区分された。令制国の国府所在地を見ると、越前国は武生、越中国は伏木（高岡市北部）、越後国は直江津（上越市北部）に当たる。この国府所在地の位置により、当時のヤマト王権の支配領域は、東は概ね新潟県の上越地方までで、それ以北は領土外であった。しかし、後に支配領域を伸ばすと、天険たる鼠ヶ関と越後山脈が北陸道の北限となり、越国から分離される形で出羽国が設置された。越前国から分離した能登国成立の時期に開山し室町時代末期まで巨大な宗教都市として勢力を誇った平泉寺はこの時代の独立した集団として捉えられる。

### 中世
鎌倉時代から室町時代まで
親鸞が直江津に流刑され、蓮如が教団を拡大し、北陸地方は浄土真宗の地盤となり、仏教勢力が力を揮う事になった。その頂点が加賀の一向一揆、越中の一向一揆であり、この他にも永平寺などの有名寺院が立地するようになった。浄土教を批判した日蓮も佐渡に流刑された。
戦国時代
戦国時代の北陸地方は、越後国は長尾氏、越中国は神保氏と椎名氏、能登国は畠山氏、加賀国は一向一揆、越前国は朝倉氏が支配し、上杉謙信と一向一揆は激しく争った（尻垂坂の戦い）。本能寺の変以後は、上杉景勝（上越）、新発田重家（下越）、佐々成政（富山）、前田利家（金沢）、柴田勝家（福井）などの本拠地となった。

### 江戸時代
江戸時代

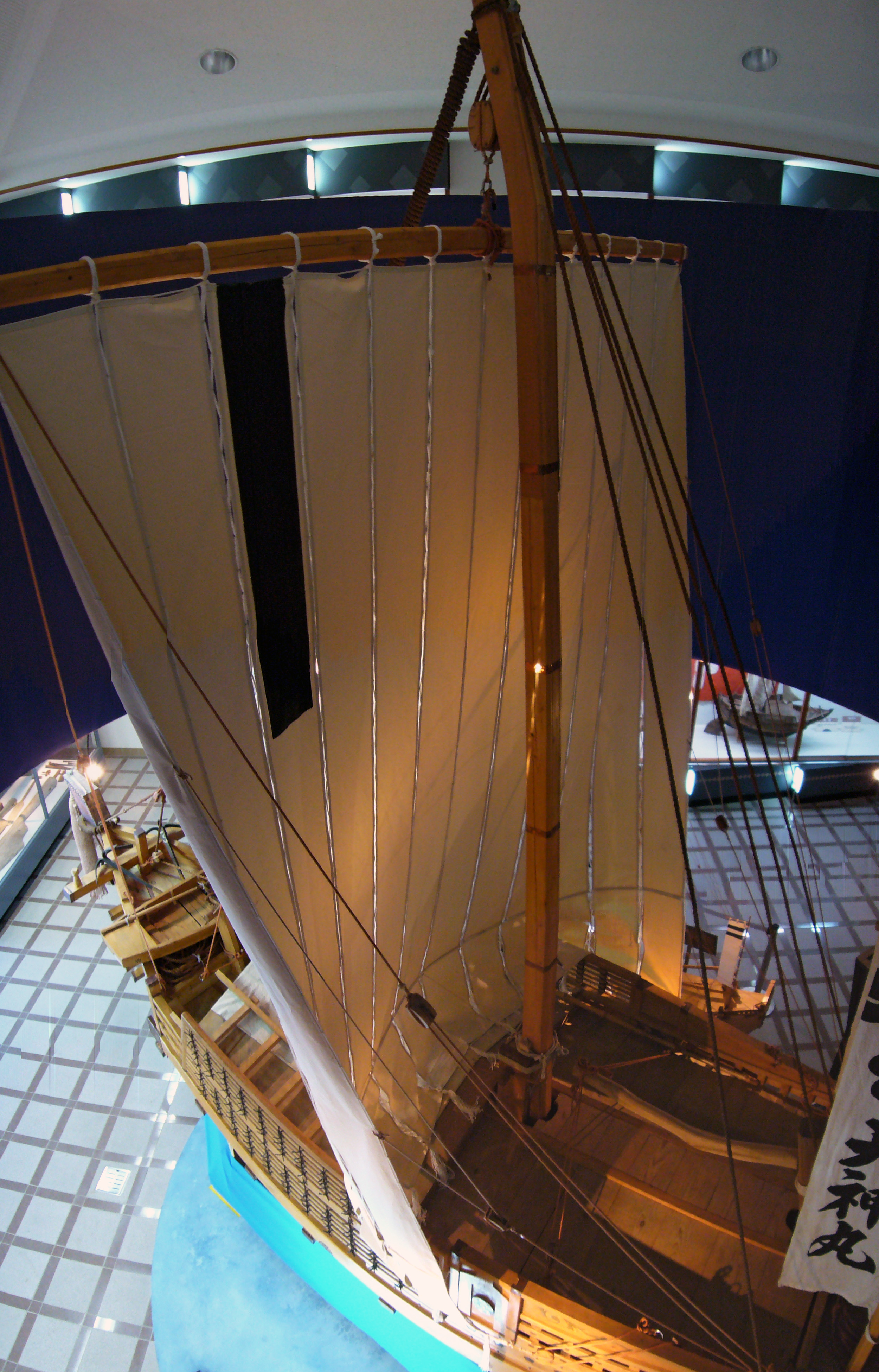
北前船（複製）

江戸時代になると、幕藩体制が敷かれ富山（越中）は能登とともに加賀藩の直接的、間接的支配下にあり、政治的な影響下にあった。「加賀百万石」と呼ばれた前田家の加賀藩を初めとして、前田家の分家に当たる富山藩、越前松平家の福井藩、牧野家の長岡藩などが有名である。浄土真宗への帰依が深い北陸では堕胎・間引きを忌んだことなどから、人口増加率が高く、全国に移住者を出し続けた。
収穫された米を近畿へ運ぶための海上交通として多くの北前船が就航した。江戸時代の北陸道は「北国街道」と呼ばれ、善光寺参拝の道でもあった。
幕末
幕末になり、開国を迎えると、新潟が開港五港の一つとなって盛え始める。長岡藩など奥羽越列藩同盟に加わる藩が現れ、戊辰戦争では薩長軍と敵対したが、敗北した。

### 明治維新から太平洋戦争まで
江戸幕府が崩壊し、明治政府が中央集権国家を成立させると、廃藩置県で多くの県が成立した。
現在の新潟県には、新潟県（下越地方）、相川県（佐渡島）、柏崎県（中越地方と上越地方）が分立したが、1873年6月10日には新潟県に編入された。現在の北陸3県には、新川県（現富山県）や石川県や足羽県（嶺北）が分立したが、1876年8月21日には全て石川県に編入された。しかし、各地の分県運動の結果、1881年2月7日には石川県から嶺北が福井県として分離され、1883年には石川県から旧新川県が富山県として分離された。嶺南は、1876年8月21日以後は滋賀県に編入されたが、1881年2月7日には滋賀県から分離されて福井県に編入された。
北海道開拓では、比較的人口が多く、さらに雪国の環境として適性のあった北陸出身者が多数移住し、実に全体の数の3割以上を占めた。
明治に入ると鉄道が建設され、東京を中心にした陸上交通網が整備されたため、江戸時代まで交通網の主役だった北前船は衰えた。このため、明治以後は陸上交通が中心の経済体制が築かれて行った。

### 太平洋戦争後
昭和（戦後）
かつて北陸地方は国内でも有数の人口を持つ地方であり、1876年の金沢市の人口は全国5位で横浜市・広島市より多く、1945年時点でも新潟県の人口が全国7位だったが、太平洋ベルト地帯を中心とした国土軸から漏れた結果、過疎化が顕在化した。しかし、新潟県出身の田中角栄政権下で「太平洋ベルト地帯との格差の是正」が謳われ、上越新幹線・北陸新幹線・北陸自動車道等が計画され、北陸工業地域も形成された。特に新幹線の建設については角栄の政治力が関与したという見方も強い。これ以後は、それまでの「農業地域」から、「農工折衷型の地域」に変わり、日本海側最大規模の工業地域を持つようになった。さらに田中政権は電源三法を制定、原発銀座の基礎を作った。
平成
北越急行ほくほく線、北陸自動車道が全線開通、北陸新幹線が金沢駅まで開通した。一方、全国平均より速いペースでの人口減が始まった。
令和
2024年(令和6年)1月1日、能登半島を震源とする令和6年能登半島地震が発生した。その影響で能登半島で大津波警報が発令されるなど、大きな被害があった。

## 文化・方言

### 食文化
佐渡や富山・石川など北陸西部は西日本の鰤（ブリ）文化圏の性質を持つ一方で、新潟県下越地方・中越地方は東日本の鮭（サケ）文化圏の性質が強い。

### 建築、住居

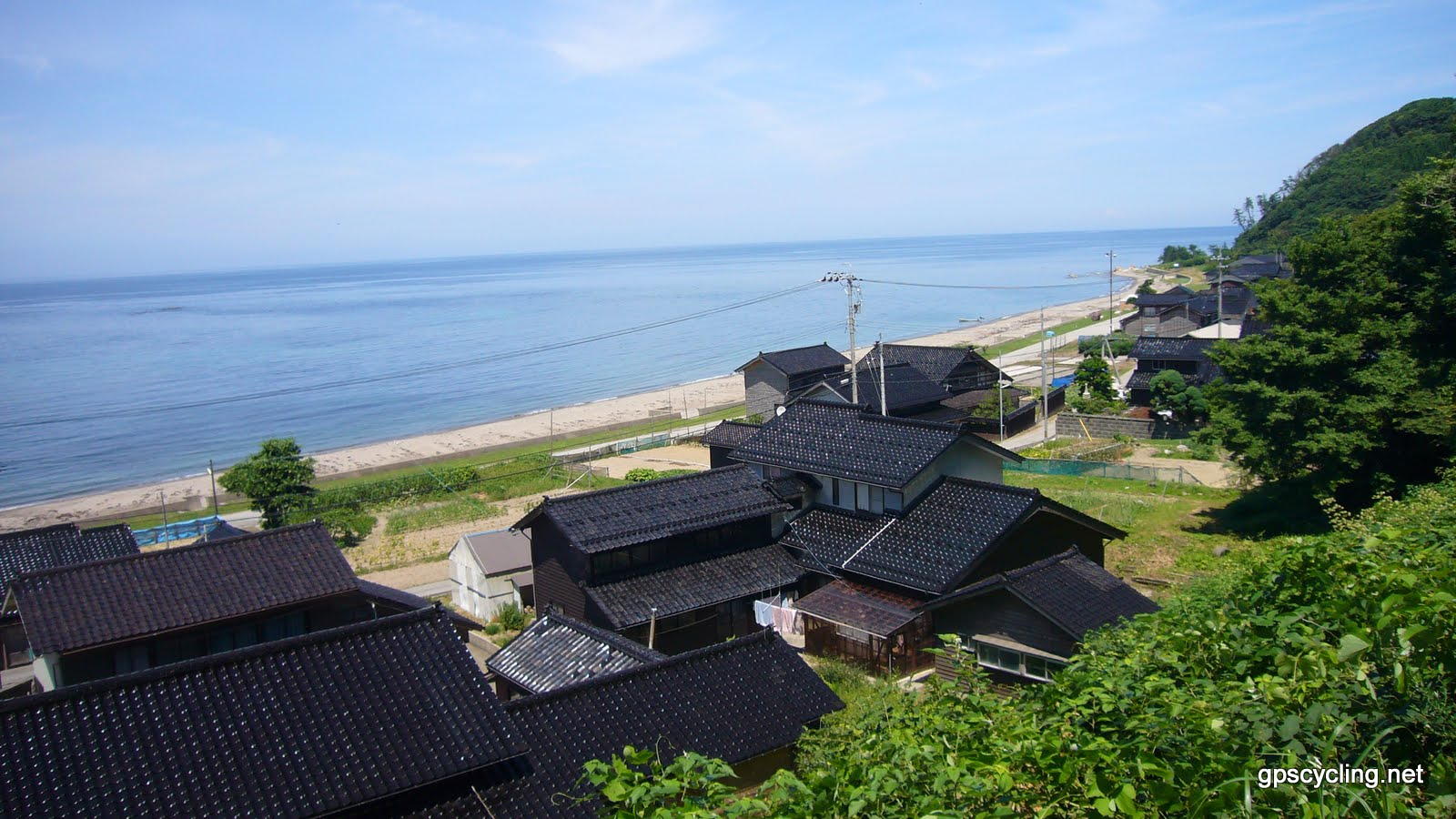
能登や佐渡、富山、新潟県上中越沿岸部などで広く見られる、黒い釉薬の瓦

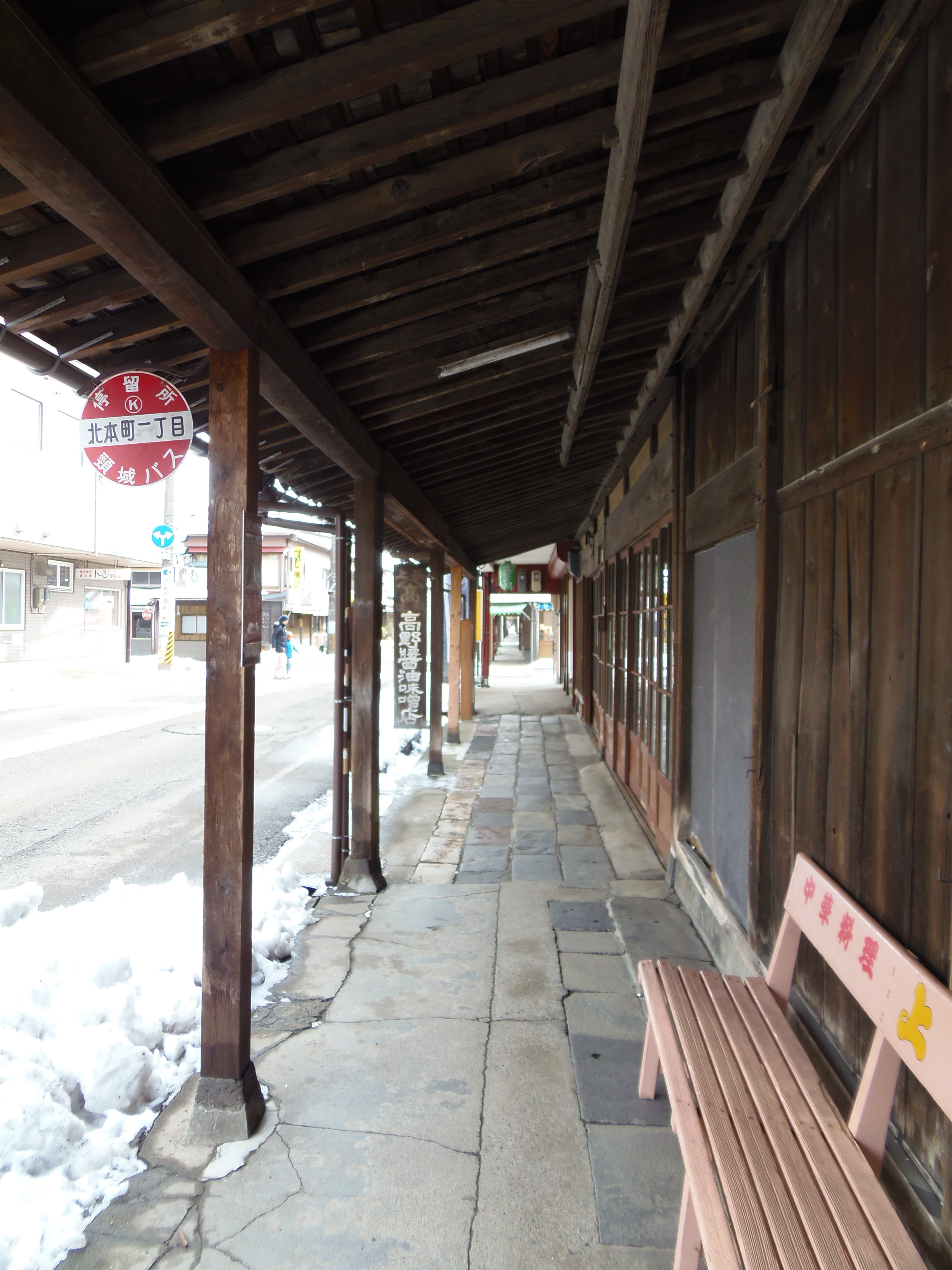
雁木造

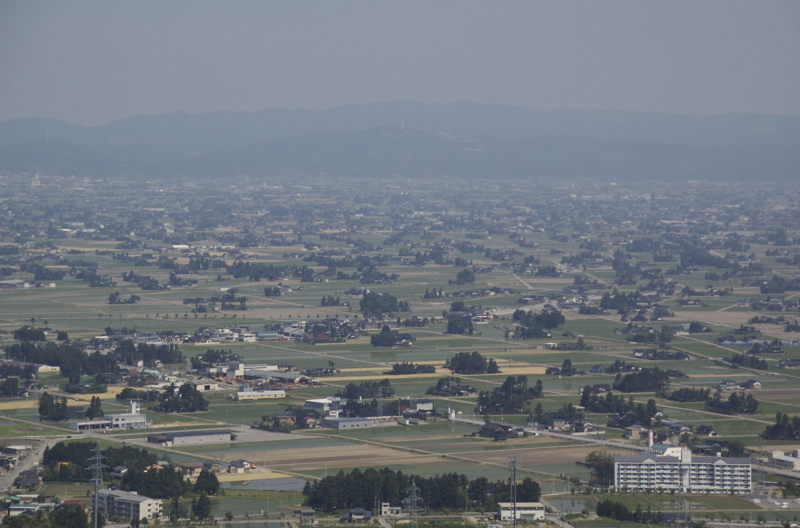
散居村

- 雁木造
- 散居村

### 方言
- 北奥羽方言 - 新潟県下越（阿賀野川以北）

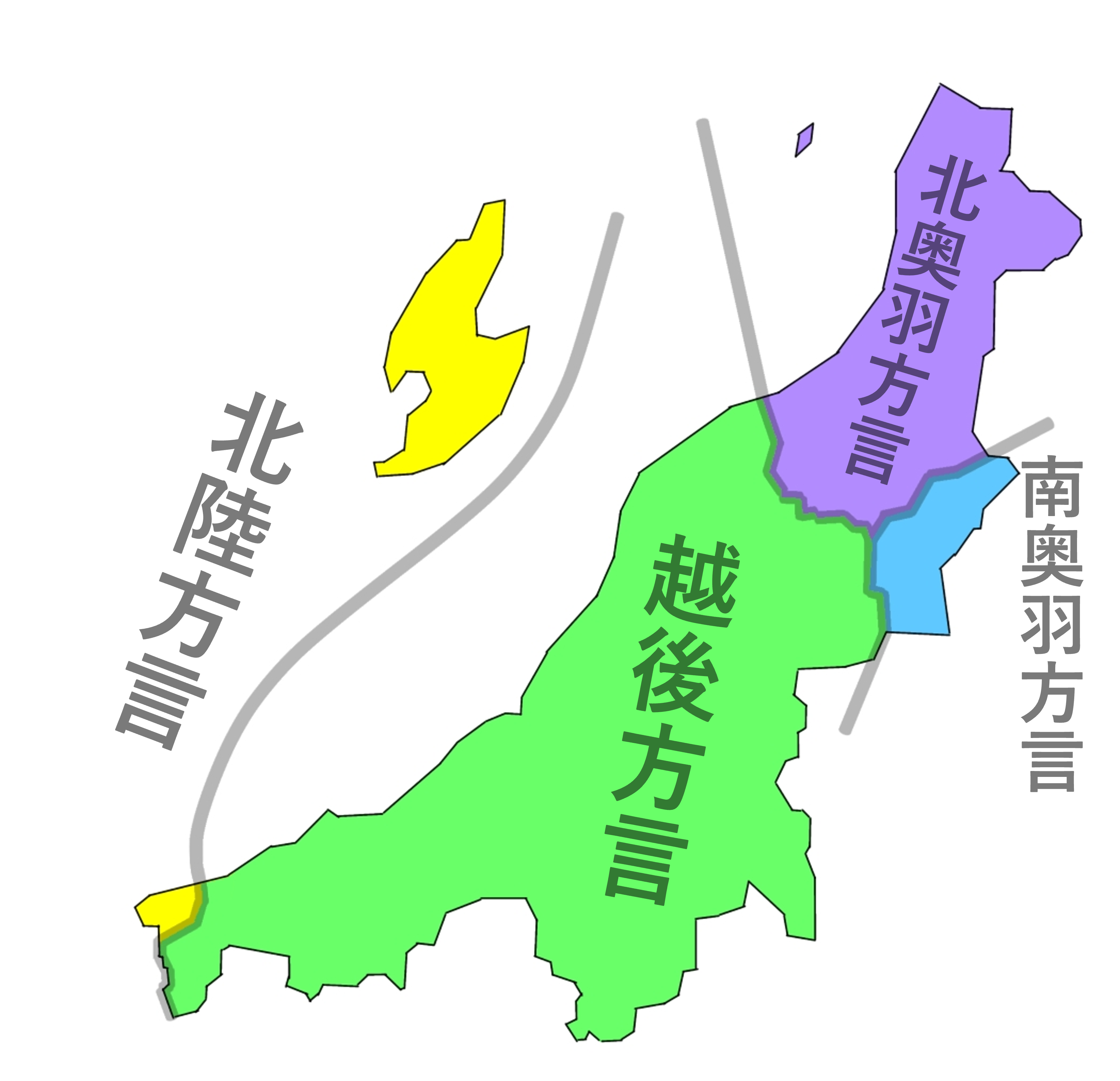
佐渡島は北陸方言となる

- 越後方言 - 新潟県上越、中越、下越（阿賀野川以南）
- 北陸方言 - 新潟県西端、佐渡、富山県、石川県、福井県嶺北
- 近畿方言 - 福井県嶺南

### 宗教
一向一揆の拠点であった北陸では浄土真宗への信仰心が際立って高く、「真宗王国」とも呼ばれる。
かつて全国有数の人口があった理由として、信仰熱心な影響で北陸では間引きが少なかったことが挙げられる。

## 人口
| 都道府県名 | 順位 | 人口      | 割合  |
| ---------- | ---- | --------- | ----- |
| 新潟県     | 15   | 2,107,490 | 1.74% |
| 富山県     | 37   | 999,476   | 0.82% |
| 石川県     | 33   | 1,101,105 | 0.89% |
| 福井県     | 43   | 740,232   | 0.6%  |
| 合計       | 合計 | 4,948,303 | 4.05% |

### 主要都市

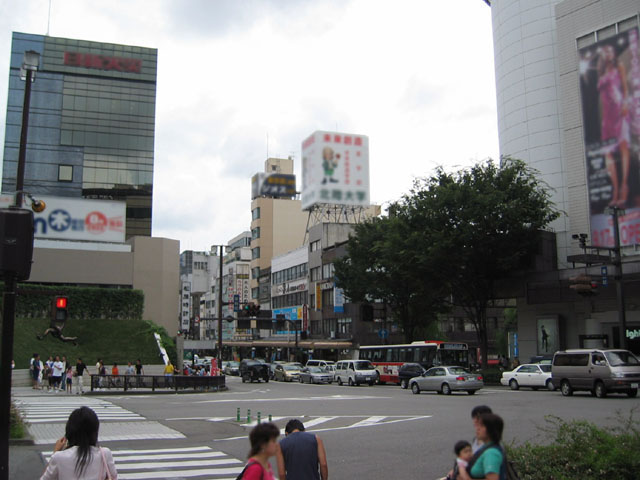
金沢市
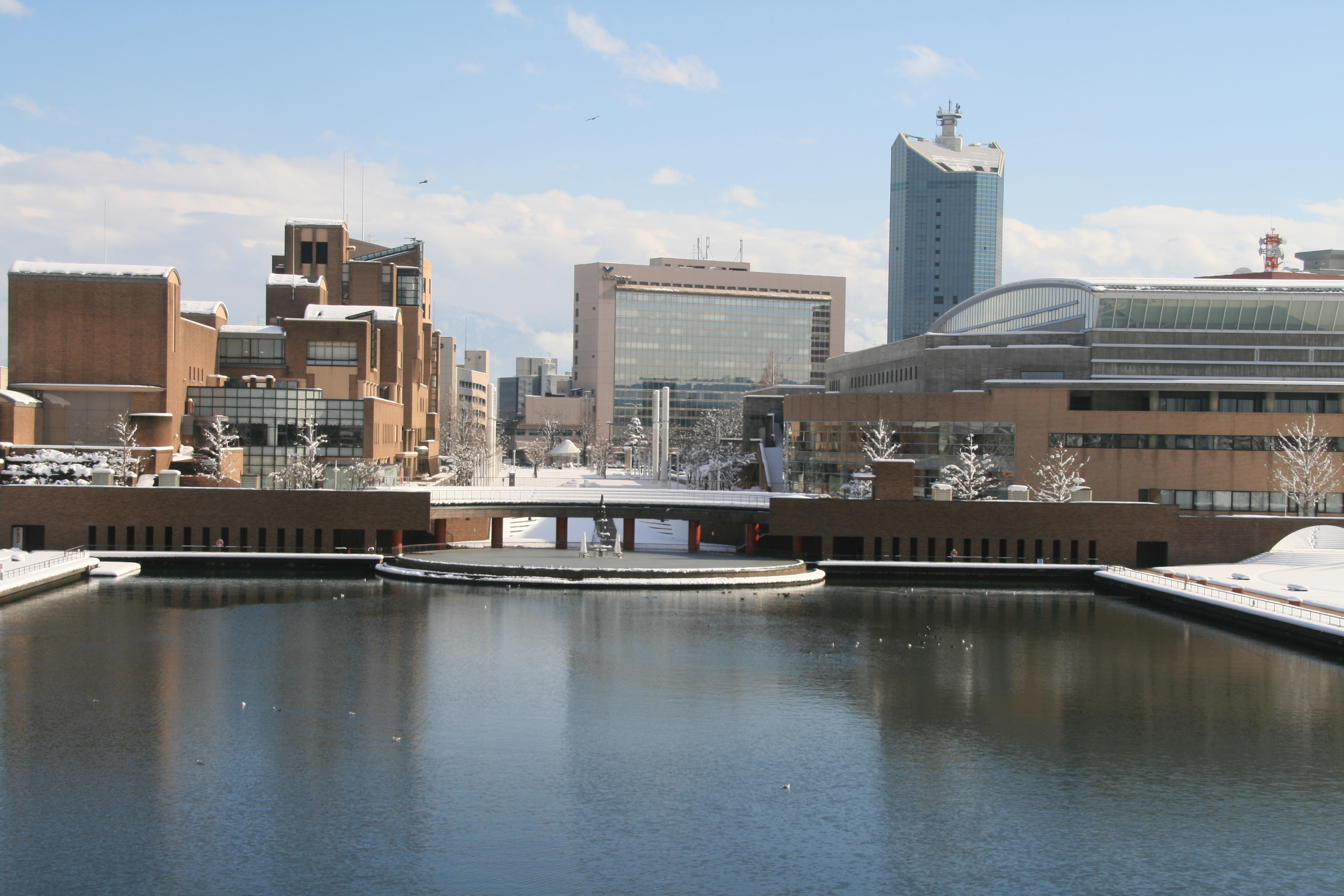
富山市
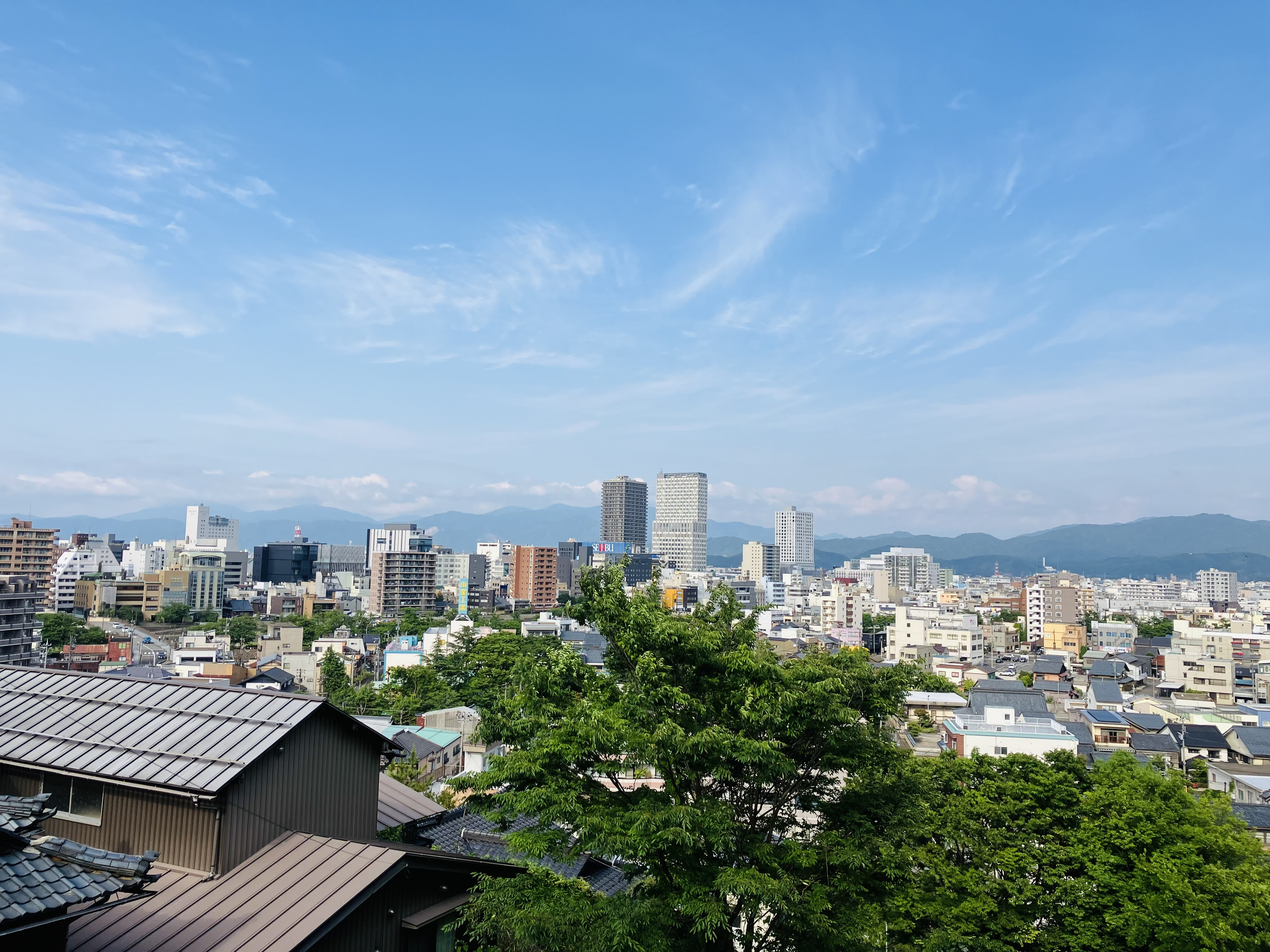
福井市
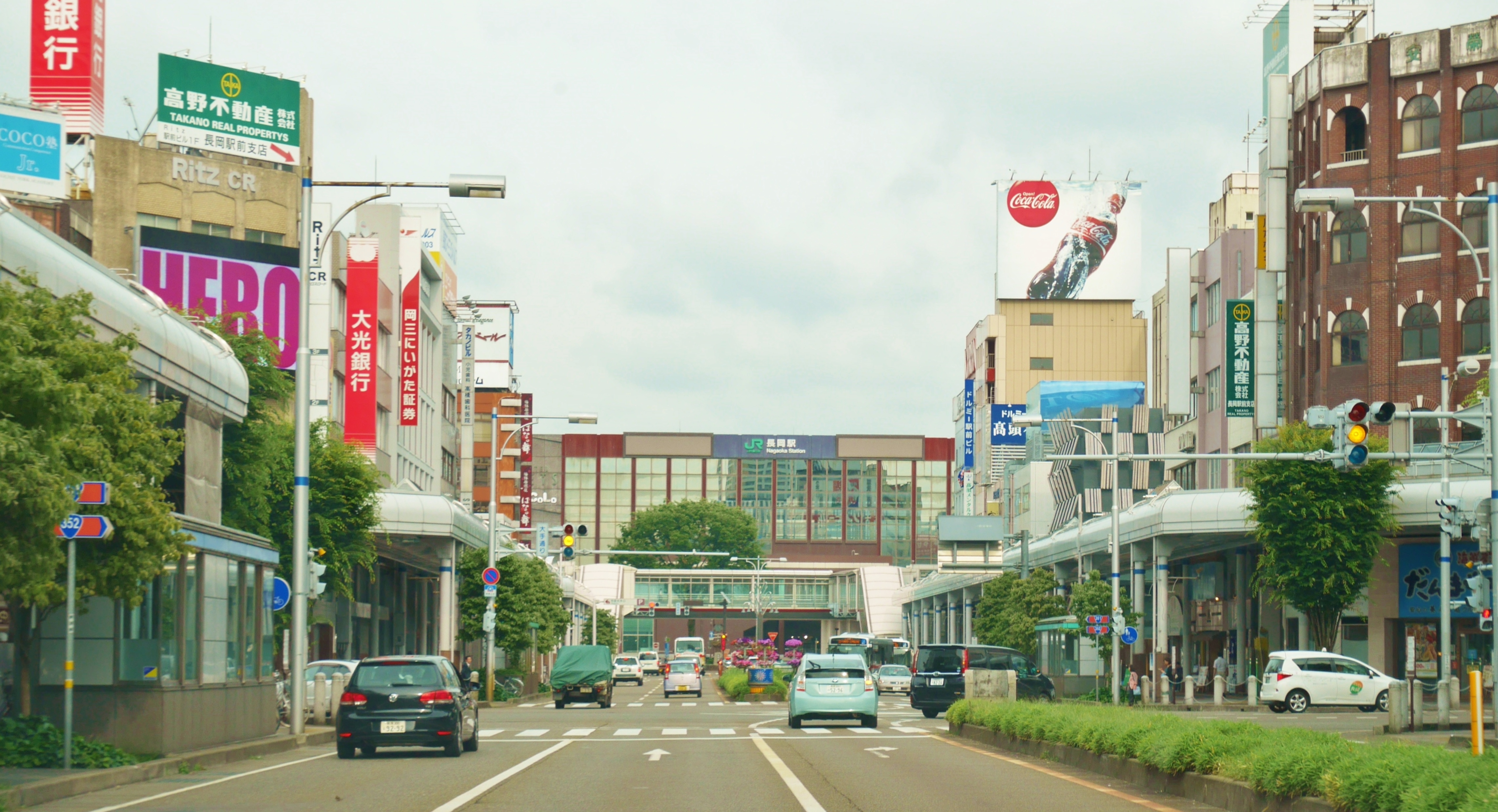
長岡市
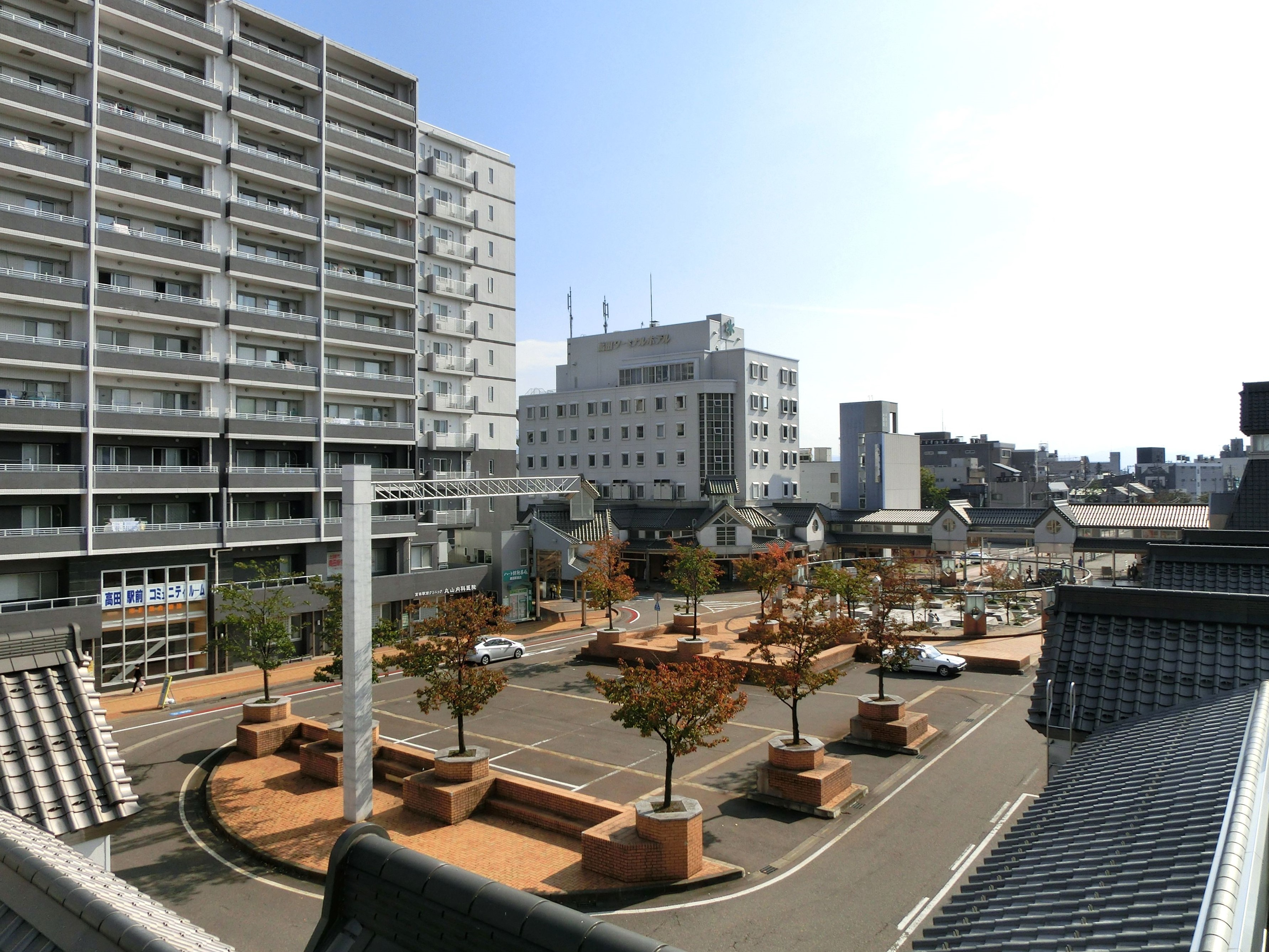
上越市
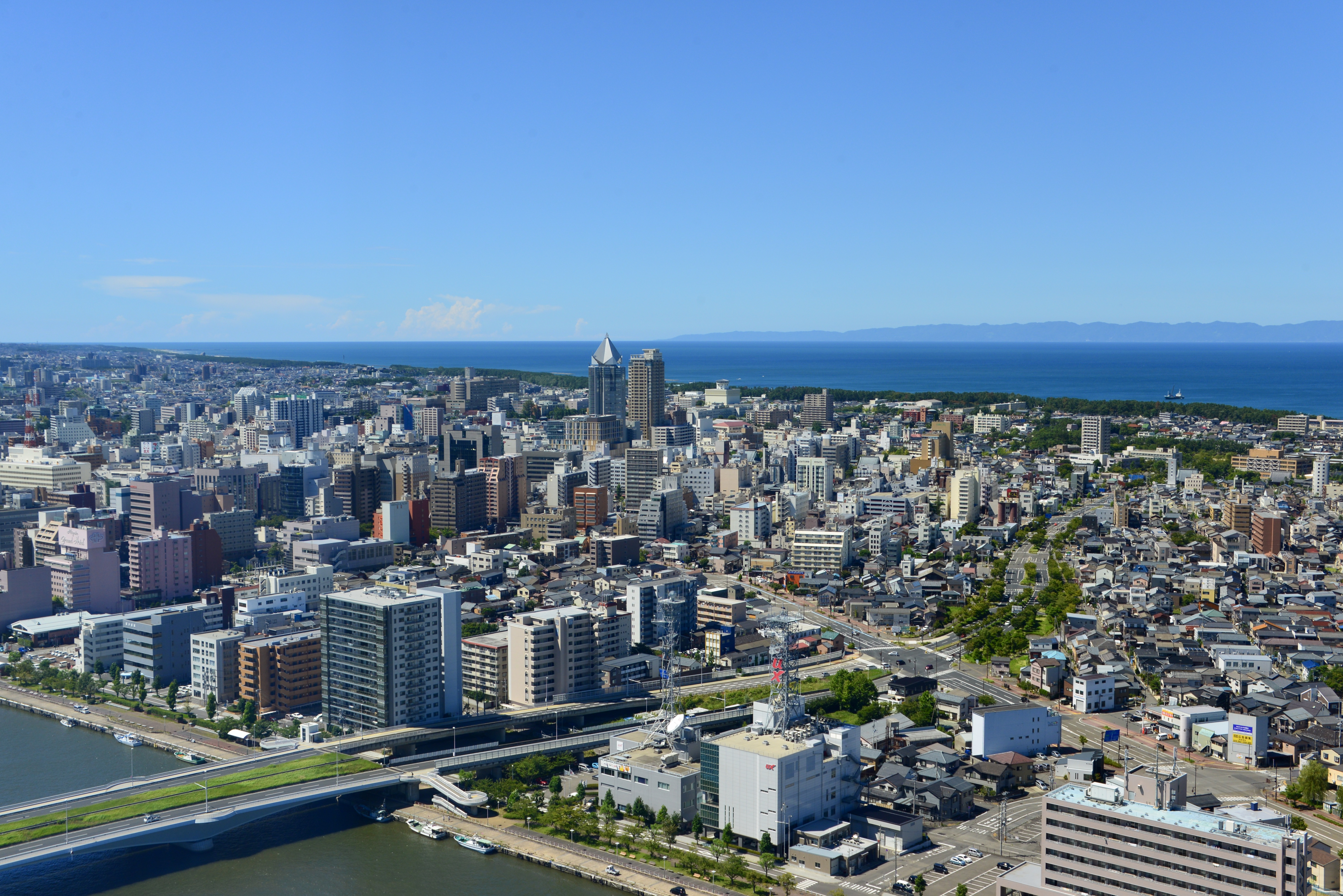
新潟市

北陸地方の主要都市を掲載する。
- 政令指定都市

新潟市（761,389人）
- 中核市

金沢市（454,358人）、富山市（401,841人）、福井市（253,178人）
- 施行時特例市

長岡市（253,573人）、上越市（177,408人）
- その他、人口10万人以上の都市

高岡市（159,065人）、白山市（109,042人）、小松市（103,329人）　

### 都市圏
- 都市雇用圏（2015年国勢調査時点の10%都市圏）

| 順位 | 都市雇用圏 | 人口      |
| ---- | ---------- | --------- |
| 16   | 富山都市圏 | 106万6328 |
| 17   | 新潟都市圏 | 106万0013 |
| 26   | 金沢都市圏 | 74万7780  |
| 32   | 福井都市圏 | 64万6813  |
| 54   | 長岡都市圏 | 35万6767  |
| 78   | 上越都市圏 | 23万0186  |
| 82   | 小松都市圏 | 22万2986  |
| 85   | 三条都市圏 | 21万5037  |

| 順位 | 都市雇用圏   | 人口    |
| ---- | ------------ | ------- |
| -    | 柏崎都市圏   | 9万1608 |
| -    | 敦賀都市圏   | 7万6079 |
| -    | 七尾都市圏   | 7万2896 |
| -    | 村上都市圏   | 6万8274 |
| -    | 十日町都市圏 | 6万4946 |
| -    | 小浜都市圏   | 5万3252 |
| -    | 糸魚川都市圏 | 4万4162 |

## 産業
2007年度の北陸地方4県の県内総生産の合計は21兆6509億円である。これはアラブ首長国連邦のGDPにほぼ匹敵しており、世界で35位前後の「国」に相当する経済規模を有している。

### 農業
豊富な雪解け水を利用したかんがい用水を整備し、海岸のラグーン（潟）を干拓した広大な土地は、日本の代表的な穀倉地帯となっていて、コシヒカリなどの稲作がさかんである。それに伴い日本酒の醸造元も多く存在する。地域を象徴する「越（こし）」を冠する銘柄が目立つ。水産資源としてブリやカニが水揚げされ、富山湾では定置網漁が盛な漁場として知られている。

### 工業

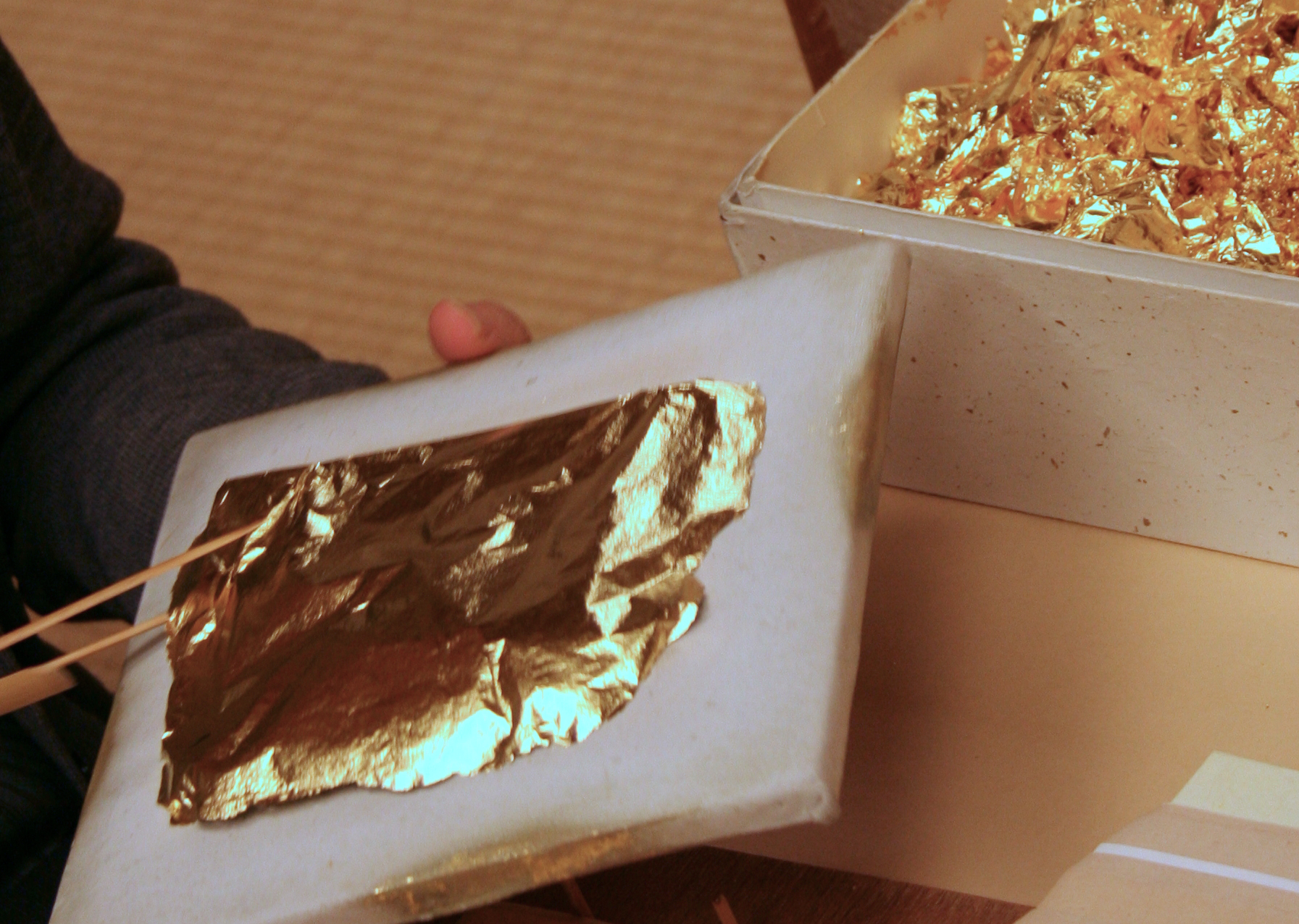
金箔

石油の輸入が本格化する以前は、水を利用した水力発電を開発した北陸地方が多くの電力を必要とする重工業に有利だった。水資源自体の価値と賃金の安さも相まって北陸工業地域として富山湾沿岸や上越市周辺を中心に発達した。現在でも北陸電力は全国でもトップクラスの安さで電力を供給している。また豊富な水資源自体も工業、特に半導体産業等に有利となっている。金沢の金箔、鯖江の眼鏡に代表されるような軽工業や冬の副業として発達した漆器、織物、そして和紙などの伝統工芸も多い。

### 商業

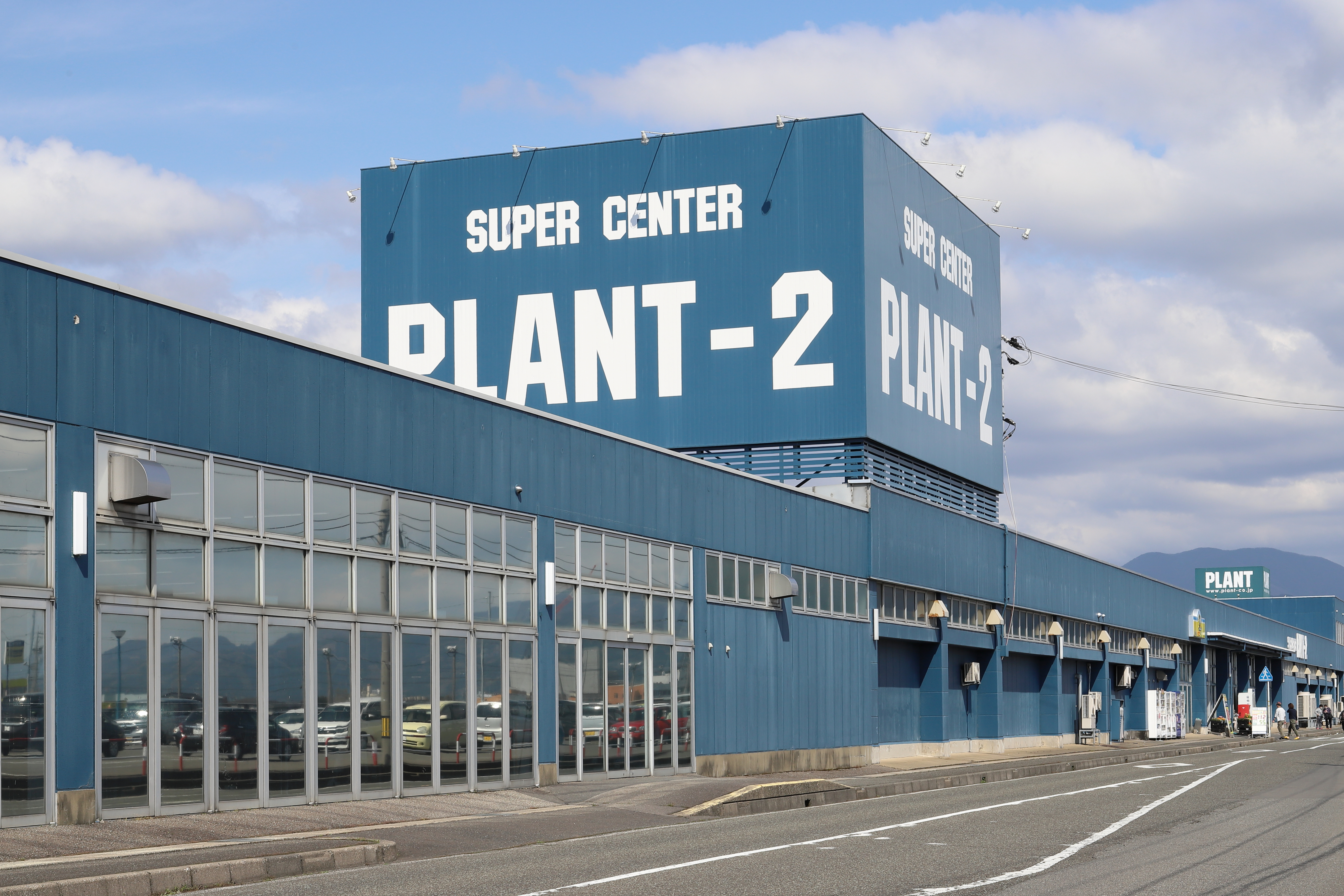
北陸を中心に展開する郊外型商業施設PLANT

自家用乗用車の世帯当たり普及台数が非常に高い車社会であるゆえ、幹線道路沿いのロードサイドショップや大規模な郊外型ショッピングセンターが多く進出している。
金沢を本拠地とする百貨店の大和は、かつては北陸4県各地に店舗展開を行っていた。

### マスコミ
地上波テレビ局
| 放送エリア | 放送エリア | NHK総合 （NHK G） | 日本テレビ系列 （NNN・NNS） | テレビ朝日系列 （ANN） | TBS系列 （JNN）              | フジテレビ系列 （FNN・FNS）    |
| ---------- | ---------- | ----------------- | --------------------------- | ---------------------- | ---------------------------- | ------------------------------ |
| 新潟県     | 新潟県     | NHK新潟放送局 1   | テレビ新潟放送網 （TeNY） 4 | 新潟テレビ21 （UX） 5  | 新潟放送 （BSN） 6           | NST新潟総合テレビ （NST） 8    |
| 富山県     | 富山県     | NHK富山放送局 3   | 北日本放送 （KNB） 1        |                        | チューリップテレビ （TUT） 6 | 富山テレビ放送 （BBT） 8       |
| 石川県     | 石川県     | NHK金沢放送局 1   | テレビ金沢 （KTK） 4        | 北陸朝日放送 （HAB） 5 | 北陸放送 （MRO） 6           | 石川テレビ放送 （ITC） 8       |
| 福井県     | 福井県     | NHK福井放送局 1   | 福井放送 （FBC） 7          |                        |                              | 福井テレビジョン放送 （FTB） 8 |

新潟県、石川県には日本テレビ、テレビ朝日、TBS、フジテレビの通称「4大キー局」の各民放系列局がある。富山県は4大キー局のうちテレビ朝日系列の局がなく3局がある。福井県は4大キー局のうちテレビ朝日系列（厳密には日本テレビ系列メインのクロスネットとして存在）とTBS系列の局がなく2局がある。いずれの県にもテレビ東京系列のローカル局はない。北陸地方でこれら系列の放送を視聴するにはケーブルテレビ、衛星放送などを利用する必要がある。一部の地域では他県の越境電波を利用でき、新潟県では関東地方の放送局を、富山県では石川県や新潟県の放送局を、福井県では石川県や近畿地方の放送局を受信できる場合がある。

### 電力
- 一般送配電事業者
  - 東北電力ネットワーク - 新潟県
  - 北陸電力送配電 - 富山県、石川県、福井県（嶺北、嶺南のうち敦賀市）
  - 関西電力送配電 - 福井県（嶺南のうち敦賀市を除く）
- 家庭用電源周波数
  - 50Hz - 新潟県（妙高市と糸魚川市の一部、佐渡市を除く）
  - 60Hz - 新潟県（妙高市と糸魚川市の一部、佐渡市）、富山県、石川県、福井県

### 電話
- 電話番号の市外局番（当記事では便宜上、市外局番に国内開放番号「0」を付して表示する）
  - 023番台 - 新潟県（村上市の一部）
  - 024番台 - 新潟県（魚沼市の一部）
  - 025番台 - 新潟県（村上市、魚沼市、妙高市のそれぞれ一部を除く）
  - 026番台 - 新潟県（妙高市の一部）、富山県（中新川郡の一部）
  - 076番台 - 富山県（中新川郡の一部を除く）、石川県、福井県（あわら市の一部）
  - 077番台 - 福井県（あわら市の一部を除く）

### 郵便
- 郵便番号の地域番号（上2桁）
  - 95 - 新潟県の北部
  - 94 - 新潟県の中部、西部（妙高市の一部を除く）
  - 38 - 新潟県（妙高市の一部）
  - 93 - 富山県、石川県（七尾市、宝達志水町のそれぞれ一部）
  - 92 - 石川県（七尾市、宝達志水町のそれぞれ一部を除く）、福井県（あわら市の一部）
  - 91 - 福井県（あわら市の一部を除く）

## 交通
交通史については北陸道の記事を参照。

### 鉄道

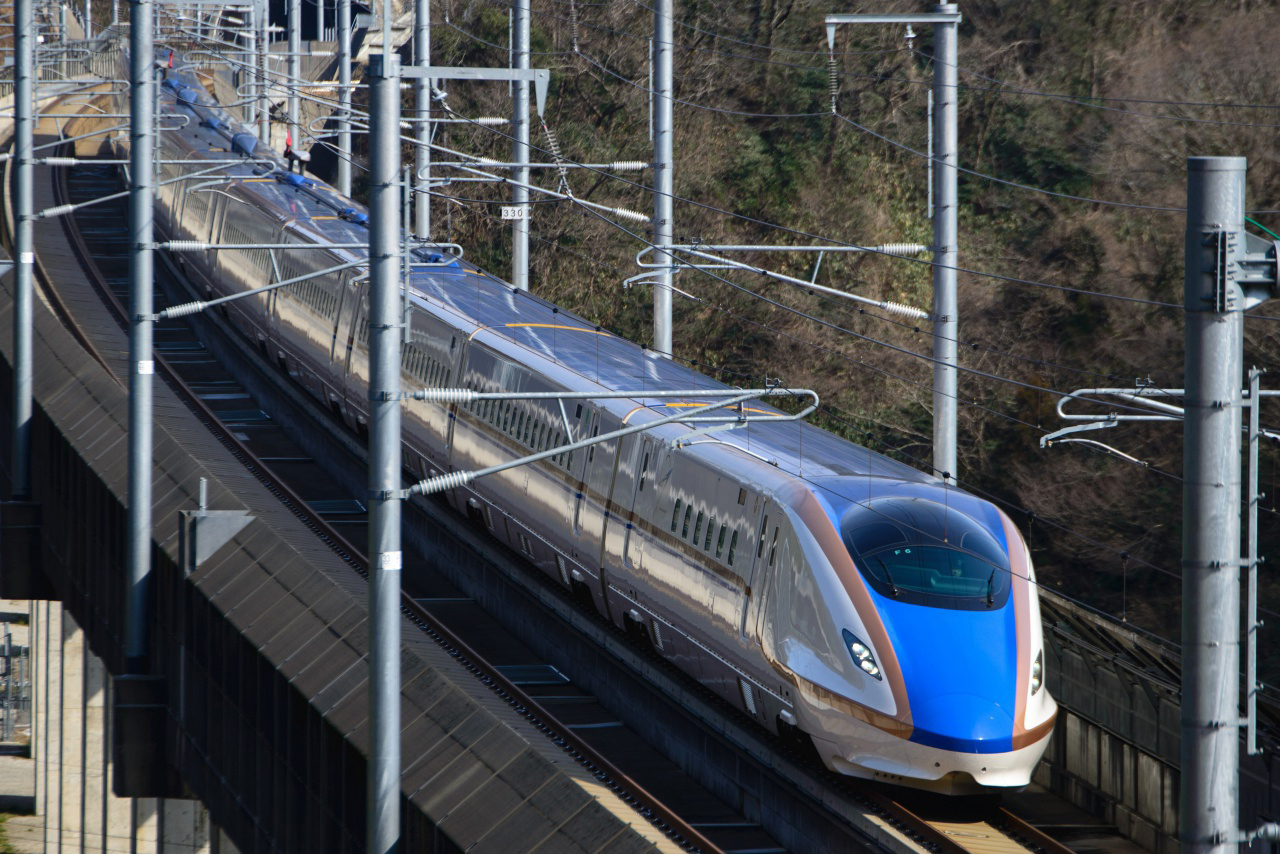
北陸新幹線

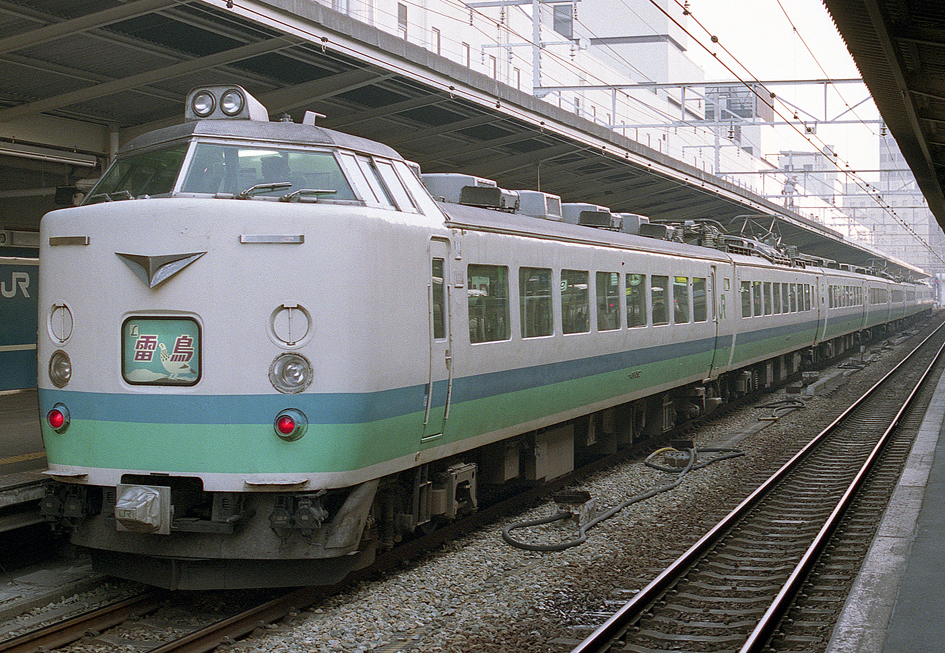
かつて大阪・京都と北陸4県を結んでいた特急「雷鳥」（1991年、大阪駅）

- 東日本旅客鉄道 上越新幹線、北陸新幹線、信越本線、白新線、羽越本線

- 西日本旅客鉄道　北陸新幹線、北陸本線、七尾線、高山本線

- 北越急行ほくほく線

- えちごトキめき鉄道 妙高はねうまライン、日本海ひすいライン
- あいの風とやま鉄道線
- IRいしかわ鉄道線
- ハピラインふくい線

### 道路

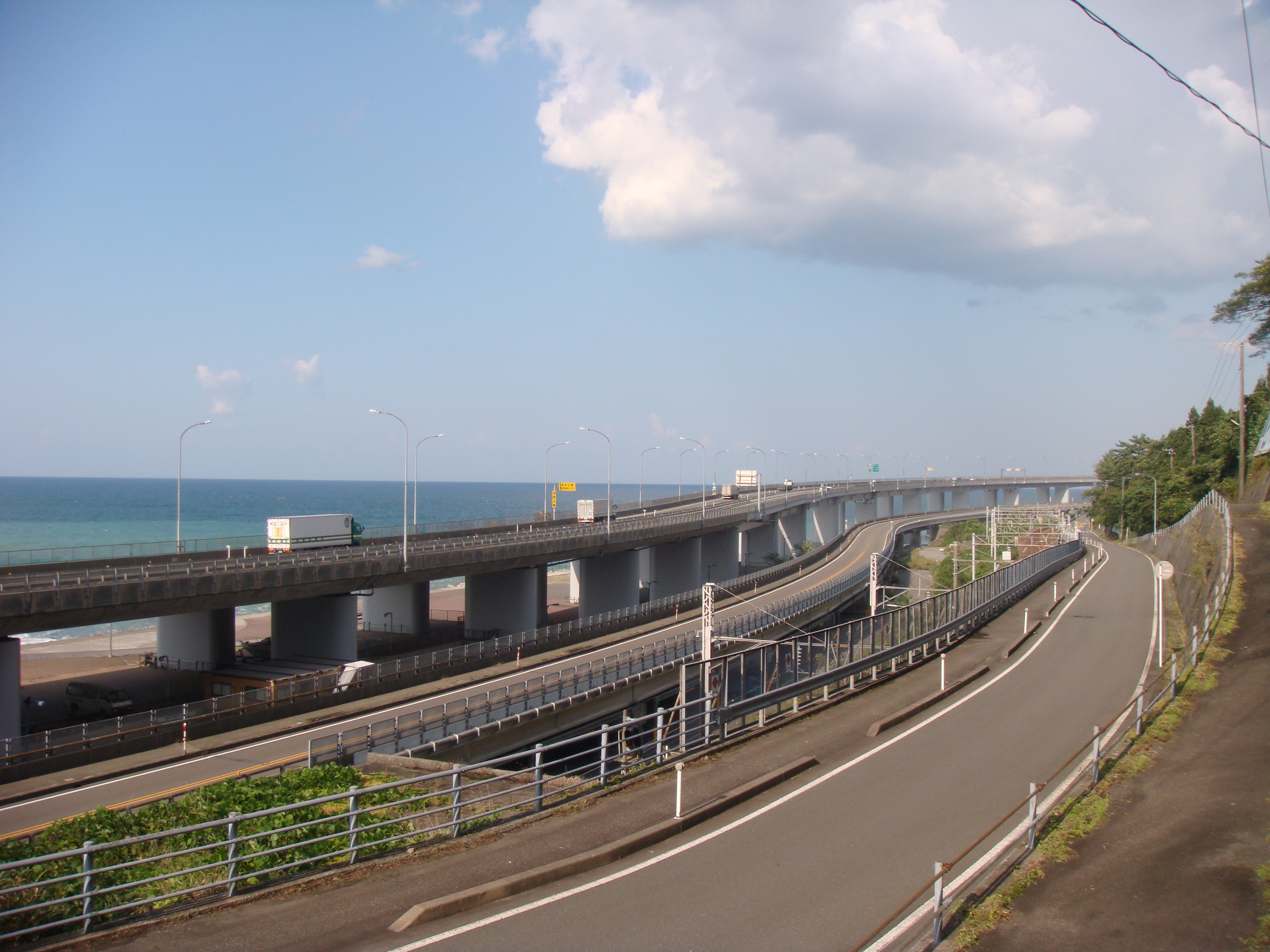
交通の難所である親不知を走る北陸自動車道と国道8号、県道

- 国道7号
- 国道8号
- 国道17号
- 国道18号
- 国道27号
- 国道41号
- 開通している高速自動車国道
  - E8北陸自動車道
  - E7日本海東北自動車道
  - E49磐越自動車道
  - E17関越自動車道
  - E18上信越自動車道
  - E41東海北陸自動車道
  - E27舞鶴若狭自動車道
- その他
  - 新潟県の交通
  - 富山県の交通
  - 石川県の交通
  - 福井県の交通

### 港

かつての北前船に類似する航路を運行する新日本海フェリー（新潟港）

- 新潟港（新潟県、特定重要港湾、中核国際港湾）
- 直江津港（新潟県、重要港湾）
- 両津港（新潟県、重要港湾）
- 小木港（新潟県、重要港湾）
- 伏木富山港（富山県、特定重要港湾）
- 七尾港（石川県、重要港湾）
- 金沢港（石川県、重要港湾）
- 敦賀港（福井県、重要港湾）

### 空港
| 空港 | 旅客合計    | 国内線      | 国内線                                               | 国際線    | 国際線                   |
| 空港 | 旅客合計    | 旅客数      | 定期便                                               | 旅客数    | 定期便                   |
| 小松 | 114万3850人 | ?万?人      | 新千歳・仙台・東京・ 成田・福岡・那覇                | 0人       | ソウル・上海・台北・香港 |
| 富山 | 25万1509人  | 25万1509人  | 新千歳・東京                                         | 0人       | 台北・大連・上海         |
| 新潟 | 105万6208人 | 105万3214人 | 新千歳・丘珠・ 中部・名古屋・大阪・神戸 ・福岡・那覇 | 5万2994人 | ソウル・上海・ハルビン   |
| 能登 | 11万1212人  | 11万1212人  | 東京                                                 | 0人       | －                       |
| 佐渡 | 0人         | 0人         | —                                                    | 0人       | －                       |
| 福井 | 0人         | 0人         | －                                                   | 0人       | －                       |

- 出典は国土交通省航空局・空港管理状況調書（2022年度）
- チャーター便の旅客数を含む。
- 三大都市圏への便は太字。
- 全国の空港の乗降客数は日本の空港#統計情報を参照。

### 都道府県間流動
- 2010年度[20]

居住地：福井県
| 順 | 旅行先 | 万人/年 |
| 1  | 石川県 | 358.2   |
| 2  | 京都府 | 257.6   |
| 3  | 滋賀県 | 160.6   |
| 4  | 大阪府 | 55.7    |
| 5  | 東京都 | 54.2    |
| 6  | 愛知県 | 50.6    |
| 7  | 富山県 | 49.7    |
| 8  | 兵庫県 | 29.4    |
| 9  | 岐阜県 | 24.5    |
| 10 | 三重県 | 8.5     |

居住地：石川県
| 順 | 旅行先 | 万人/年 |
| 1  | 富山県 | 573.4   |
| 2  | 福井県 | 383.6   |
| 3  | 岐阜県 | 93.4    |
| 4  | 東京都 | 75.8    |
| 5  | 大阪府 | 58.6    |
| 6  | 京都府 | 51.7    |
| 7  | 愛知県 | 51.0    |
| 8  | 滋賀県 | 33.4    |
| 9  | 長野県 | 25.9    |
| 10 | 新潟県 | 20.6    |

居住地：富山県
| 順 | 旅行先   | 万人/年 |
| 1  | 石川県   | 701.0   |
| 2  | 長野県   | 190.5   |
| 3  | 岐阜県   | 166.1   |
| 4  | 新潟県   | 98.3    |
| 5  | 東京都   | 87.5    |
| 6  | 大阪府   | 56.4    |
| 7  | 愛知県   | 49.9    |
| 8  | 京都府   | 47.3    |
| 9  | 福井県   | 42.7    |
| 10 | 神奈川県 | 15.5    |

居住地：新潟県
| 順 | 旅行先   | 万人/年 |
| 1  | 東京都   | 319.0   |
| 2  | 長野県   | 251.9   |
| 3  | 福島県   | 146.7   |
| 4  | 群馬県   | 119.0   |
| 5  | 富山県   | 79.5    |
| 6  | 埼玉県   | 78.3    |
| 7  | 千葉県   | 62.2    |
| 8  | 神奈川県 | 47.7    |
| 9  | 石川県   | 30.2    |
| 10 | 山形県   | 26.5    |

- 2015年度[21]

居住地：福井県
| 順 | 旅行先 | 万人/年 |
| 1  | 石川県 | 479.8   |
| 2  | 滋賀県 | 265.0   |
| 3  | 京都府 | 205.4   |
| 4  | 大阪府 | 89.8    |
| 5  | 富山県 | 86.9    |
| 6  | 東京都 | 51.8    |
| 7  | 愛知県 | 50.3    |
| 8  | 岐阜県 | 40.5    |
| 9  | 兵庫県 | 20.9    |
| 10 | 三重県 | 12.5    |

居住地：石川県
| 順 | 旅行先 | 万人/年 |
| 1  | 富山県 | 724.8   |
| 2  | 福井県 | 328.5   |
| 3  | 東京都 | 113.4   |
| 4  | 愛知県 | 77.9    |
| 5  | 岐阜県 | 72.2    |
| 6  | 大阪府 | 60.9    |
| 7  | 京都府 | 43.4    |
| 8  | 新潟県 | 39.6    |
| 9  | 長野県 | 31.5    |
| 10 | 滋賀県 | 21.3    |

居住地：富山県
| 順 | 旅行先 | 万人/年 |
| 1  | 石川県 | 845.7   |
| 2  | 岐阜県 | 172.1   |
| 3  | 東京都 | 133.2   |
| 4  | 新潟県 | 87.4    |
| 5  | 長野県 | 69.2    |
| 6  | 福井県 | 58.9    |
| 7  | 愛知県 | 41.5    |
| 8  | 大阪府 | 32.2    |
| 9  | 京都府 | 24.6    |
| 10 | 千葉県 | 23.1    |

居住地：新潟県
| 順 | 旅行先   | 万人/年 |
| 1  | 長野県   | 407.8   |
| 2  | 東京都   | 343.1   |
| 3  | 福島県   | 190.7   |
| 4  | 群馬県   | 171.3   |
| 5  | 富山県   | 104.7   |
| 6  | 埼玉県   | 88.2    |
| 7  | 千葉県   | 78.2    |
| 8  | 神奈川県 | 73.0    |
| 9  | 栃木県   | 51.8    |
| 10 | 石川県   | 39.1    |

- 旅行先上位10都府県のみ記載
- 北陸4県は「■」、関東地方は「■」、甲信地方・東海地方は「■」、三重県を除く近畿地方は「■」、それ以外は白地。

## 行政機関等の管轄
ここでは北陸地方を管轄する主な官公庁の地方支分部局（出先機関）を取り上げる。
総合通信局（総務省）
- 信越総合通信局：新潟県
- 北陸総合通信局：富山県・石川県・福井県

財務局（財務省）・国税局（国税庁）
- 関東財務局・関東信越国税局：新潟県
- 北陸財務局・金沢国税局：富山県・石川県・福井県

地方整備局（国土交通省）
- 北陸地方整備局：新潟県・富山県・石川県（のみ福井県を含む）
- 近畿地方整備局：福井県（港湾空港部を除く）

地方運輸局（国土交通省）
- 北陸信越運輸局：新潟県・富山県・石川県
- 中部運輸局：福井県

経済産業局（経済産業省）
- 関東経済産業局：新潟県
- 中部経済産業局：富山県・石川県（電気事業のみ福井県の東部を含む）
- 近畿経済産業局：福井県（電気事業のみ東部を除く）

地方厚生局（厚生労働省）
- 関東信越厚生局：新潟県
- 東海北陸厚生局：富山県・石川県
- 近畿厚生局：福井県

地方農政局（農林水産省）
- 北陸農政局：新潟県・富山県・石川県・福井県

環境事務所（環境省）
- 関東地方環境事務所：新潟県
- 中部地方環境事務所：富山県・石川県・福井県

海上保安本部（海上保安庁）
- 第九管区海上保安本部：新潟県・富山県・石川県
- 第八管区海上保安本部：福井県

管区警察局（警察庁）
- 関東管区警察局：新潟県
- 中部管区警察局：富山県・石川県・福井県

森林管理局（林野庁）
- 関東森林管理局：新潟県
- 中部森林管理局：富山県
- 近畿中国森林管理局：石川県・福井県

高等裁判所・高等検察庁
- 東京高等裁判所・東京高等検察庁：新潟県
- 名古屋高等裁判所金沢支部・名古屋高等検察庁金沢支部：富山県・石川県・福井県

日本銀行支店
- 新潟支店：新潟県
- 金沢支店：富山県・石川県・福井県

## 北陸3県について
北陸地方の各県の経済動向や人的動向、交通網をみると、東部の新潟県については関東甲信越や信越地方と言うように関東地方や長野県との結びつきが大きいのに対し、西部の3県（富山県・石川県・福井県）はこの3県同士の結びつきの他や近畿地方や中京圏、特に京都・大阪などの関西圏との結びつきが大きい。
3県はインフラ企業などの管轄では西日本または中日本のエリアに含まれることが多い（管轄企業例:JR西日本・NEXCO中日本・NTT西日本など）。新潟県上越地方（県南部）も西日本・中日本の一部として扱われることがあり、北陸新幹線の糸魚川駅と大糸線末端区間はJR西日本の金沢支社であるほか、上越市には中部電力の発電所がある。静岡県を含めて中日本として一体化している東海地方（静岡県・愛知県・岐阜県・三重県）とは異なり、新潟県の大部分は東日本として扱われている（管轄企業例:JR東日本・NEXCO東日本・NTT東日本）。
上記のように現代において4県の一体性は必ずしも高くはない。そのためこの西部3県のみを指して「北陸3県」と称する例が見られる。富山県・石川県・福井県においては、単に北陸と言う場合、北陸3県を指す場合があり、「北陸初」や「北陸最大級」といった表現における北陸とは、この西部3県のみを指す例が多い。
以下では、この北陸3県（富山県・石川県・福井県）のつながりについて特筆する。

### 概要
北陸3県では、県庁所在地である富山市・金沢市・福井市が、それぞれの県での中心都市となっている。富山は重工業を中心として経済力が発達しており、金沢は観光と商業が発達、福井は軽工業が発達している。市町村人口は46万人の金沢市が最大である。全国から企業が進出し、北陸3県内で物販・サービスなどの業務を集約する場合は金沢市あるいは富山市に拠点を置く場合が多い。業種によっては他に拠点を置くこともあり、福井市には旭化成・東レ・飛島建設などが拠点を置いている。また、北陸3県の主要企業である北陸電力・北陸銀行は富山市に本店を置いており、北陸地方の経済機能が金沢市に一極集中しているわけではない。むしろ都市圏の規模では、金沢都市圏より富山都市圏の方が大きい。
また北陸3県振興の試みとして、富山県・石川県・福井県と、各県での最有力紙である北日本新聞・北國新聞・福井新聞が共同で「ネクスト北陸キャンペーン実行委員会」を組織し、毎年3県全てでパネル討論会などを行っている。同様に北陸3県と北陸経済連合会、北陸電力が北陸イメージアップ推進会議を設立し、対外的な北陸のイメージアップの調査・実践を試みている。

### メディア
富山県・石川県・福井県でそれぞれテレビ、新聞、雑誌などのメディアが分かれていて、北陸3県全体を対象にする媒体はあまり多くないものの、様々な形態で番組の共同制作や企画ネットが行われている。
新聞
全国紙は地理的な関係で多くは大阪本社製作のものが配送されているが、読売新聞のみ東京本社（実際の発行所は北陸支社＝高岡市　福井県は大阪本社管轄）の分が使われている。また朝日新聞も1989年9月から2011年3月までは富山県に限り東京本社（実際の印刷は名古屋本社が担当）の管轄だったが、2011年4月より大阪本社管轄に変更となった。
ラジオ局・地上波テレビ局
北陸3県を対象とする番組および番組内の企画として以下のようなものがある。
- 北陸ネット3県ポン - 北日本放送・北陸放送・福井放送
- 北陸3県イイトコどり〜 - 北日本放送（いっちゃん★KNB）・テレビ金沢（となりのテレ金ちゃん）・福井放送（おじゃまっテレ ワイド&ニュース）の共同企画
- 金とく 北陸スペシャル - NHK富山放送局・NHK金沢放送局・NHK福井放送局[† 8]

この他、フジネットワーク（FNS）加盟の北陸3県の3局（富山テレビ・石川テレビ・福井テレビ）が共同制作する番組も不定期に放送されている。

### 金融機関
北陸3県全地域共通の銀行サービスは、長い間北陸銀行（本店:富山県富山市）のみであったが、2005年9月26日に、富山第一銀行、北國銀行（石川県金沢市）、福井銀行が、3行間でのATM・CD利用手数料無料提携及び3行とのビジネスマッチング、ビジネスセミナーなどを行う業務提携、FITネットを開始した。2007年10月には、FITネットが時間外、休日を含め完全無料化することに対抗し、2007年5月22日に福邦銀行と北陸銀行は、同10月を目処にATMの相互無料開放をすると発表した。
北陸銀行は2003年5月30日、北陸3県に本社を置くまたは進出する企業の株式に投資をする金融商品、北陸3県応援ファンドを開始した。これに対し福井銀行、北國銀行、富山第一銀行は、FITネット・三県応援ファンドの募集を2005年11月15日から開始した。FITネット・三県応援ファンドは、80%がソブリン債など、20%が北陸3県に本社を置くまたは、進出などで雇用を創出している企業に投資される。

### 電力
北陸3県は発電所の建設に適した立地に恵まれ発電所が多く存在している。その内、関西電力は黒部川・庄川を中心に北陸3県では25か所の水力発電所（富山県24・福井県1）と、福井県の若狭地方にある美浜・高浜・大飯の各原子力発電所を運営している。
若狭地方は、上記の関西電力の3つの原子力発電所の他、敦賀市に日本原子力発電の敦賀発電所や、日本原子力研究開発機構の有する高速増殖炉もんじゅ・新型転換炉ふげん（現在は運転終了・廃炉作業中）などがあるため、別名「原発銀座」とも言われている。また、北陸電力（本店:富山県富山市）も石川県に志賀原子力発電所を運営している。
この他、日本で唯一市営の発電事業を行う金沢市企業局が犀川水系で、電源開発が手取川・九頭竜川水系で水力発電を行っている。
北陸電力の電気料金は日本でもトップクラスの安さで(電力小売り自由化以前は、最安値)、アルミ産業をはじめとする製造業が北陸に拠点を置く理由となっている。一般家庭の電気消費量も高く、富山が全国1位となっている。さらに余剰電力を隣接する関西電力と中部電力（本店:愛知県名古屋市）に売却している。

### 雇用
有効求人倍率・女性就業率が高く、通勤時間が短い傾向にある。

### 経済団体
- 北陸経済連合会（北陸3県の経済団体等で構成）
- 北陸環境共生会議（北陸3県と北陸経済連合会で構成）
- 北陸国際投資交流促進会議（北陸3県・北陸電力・北陸経済連合会・中小企業基盤整備機構）
- 北陸環日本海経済交流促進協議会（北陸3県・中部経済産業局・近畿経済産業局・福井大学・金沢大学・富山大学）

### 政党
いわゆる「保守王国」で3県とも自由民主党が非常に強い。

### 交通
北陸3県は、北陸新幹線の開業以前は関西志向が強かったが、2015年の北陸新幹線金沢駅延伸開業や2024年の敦賀駅延伸開業によって関東からのアクセスが大幅に向上した。その一方で、大阪や名古屋方面からは、2024年の敦賀駅延伸開業以降は敦賀駅での特急列車から新幹線への乗り継ぎが必須となるなど、利便性が低下した部分もあり、北陸3県における関西の影響力は相対的に低下した。また、敦賀駅から新大阪駅までの延伸開業については先行きが見通せない状態にあり、北陸3県におけるさらなる関西離れが懸念されている。